# Тойффелен
Тойффелен (нем. Täuffelen) — коммуна в Швейцарии, в кантоне Берн. 
До 2009 года входила в состав округа Нидау, с 2010 года входит в округ Зеланд. Население составляет 2484 человека (на 31 декабря 2006 года). Официальный код — 0751.

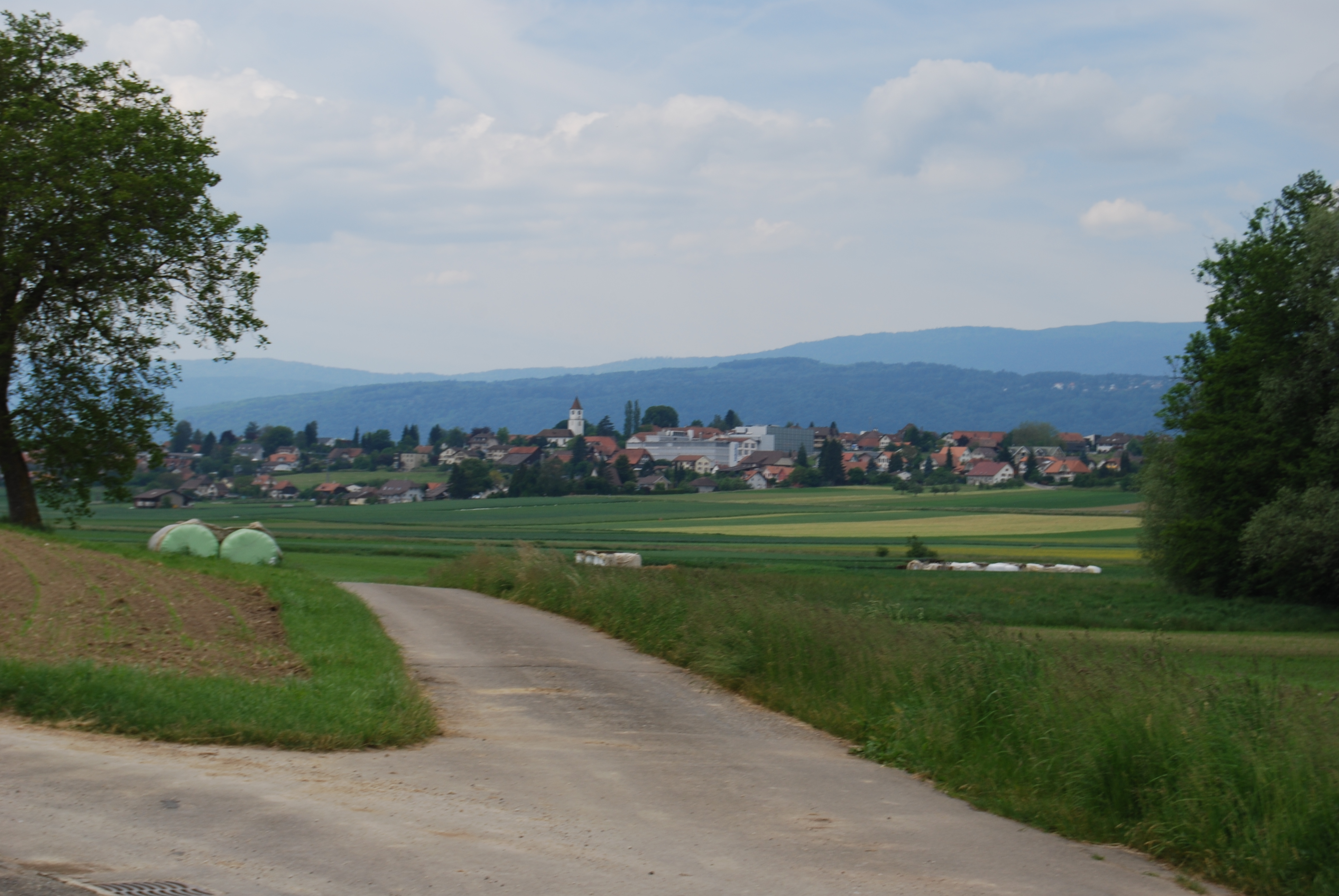
Тойффелен

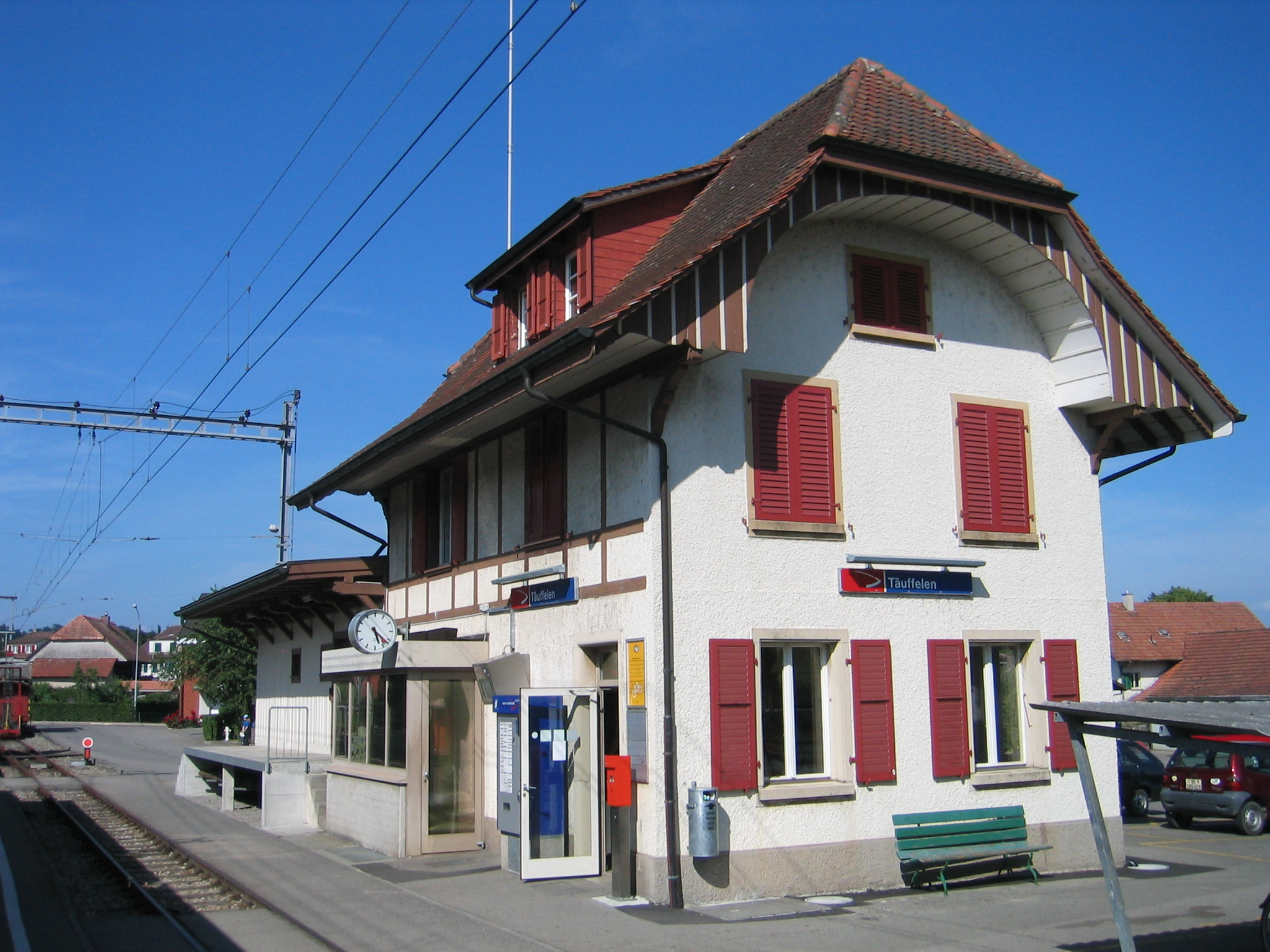
Вокзал